# Inès Vandamme
Pour les articles homonymes, voir Vandamme.
Inès Vandamme, née le 15 juillet 1992 à Dunkerque, est une danseuse, chorégraphe, animatrice de télévision et vidéaste web française.
Elle est principalement connue pour sa participation à l'émission télévisée Danse avec les stars sur TF1 depuis 2019.

## Biographie

### Enfance, jeunesse et formation
Inès Vandamme est née le 15 juillet 1992 à Dunkerque puis grandit à Saint-Pol-sur-Mer. Elle baigne dans le milieu de la danse puisque sa mère Véronique et sa tante Dominique, qui sont jumelles, sont professeures de danse. Ainsi, à partir de l’âge de cinq ans, Inès débute des cours de danse à la maison de quartier où sa mère enseigne. Elle apprend tous les styles de danse, du classique au hip-hop, en passant par le jive, la valse et le tango.
À l'adolescence, Inès Vandamme danse dans la compagnie Variation fondée par sa mère et sa tante. Elle prend part aussi à des concours et des galas avec plusieurs titres à la clé.
Elle se fait alors repérer par Bruno Vandelli, chorégraphe et juré de l'émission Popstars diffusée sur la chaîne M6. Ainsi, de 2010 à 2013, Inès Vandamme fréquente l'école de danse à Cannes de Vandelli. Dans le même temps, elle mène une licence à la faculté de Lettres de Nice. La danseuse se dirige ensuite vers un master en langues étrangères à l'université Lille-III et passe des castings à Paris.

### Carrière dans la danse
Inès Vandamme commence sa carrière au sein de la compagnie Métamorphe de Bruno Vandelli, ce qui lui permet d'évoluer aux côtés d’artistes internationaux comme Shakira, Kylie Minogue ou Alicia Keys lors des NRJ Music Awards,.
En 2017, elle figure dans les rangs de la troupe de danseurs du chanteur M. Pokora durant sa tournée My Way.
L'année suivante, elle performe dans le spectacle Ohlala.
En 2019, elle rejoint le spectacle de Chris Marques, Alors, on danse ?. Durant la même année, elle a également créé son premier spectacle nommé « Dreams », joué au théâtre de l'Alhambra à Paris pendant l’été. Son spectacle aborde diverses disciplines telles que la danse, la magie, le cirque et les acrobaties.

### Activités médiatiques
À partir de 2019, Inès Vandamme intègre l'équipe de danseurs professionnels de l'émission télévisée Danse avec les stars sur TF1, ce qui lui permet de se faire connaître du grand public français,. Elle y est la partenaire de danse du champion athlétique Ladji Doucouré avec qui elle termine deuxième de la compétition.
La danseuse est alors de plus en plus présente à la télévision. Ainsi, en 2020, elle apparait dans The Voice, Les Années bonheur et Fort Boyard,.
En février 2021, elle participe à l'émission Stars à nu sur TF1, aux côtés de la Youtubeuse Lola Dubini, de l'animatrice Anaïs Grangerac et des anciennes Miss France Linda Hardy, Nathalie Marquay et Maëva Coucke,. À l'automne, elle retrouve les parquets de Danse avec les stars (qui fait son retour après les confinements liés à la pandémie de Covid-19) en faisant équipe avec l'acteur et chanteur Jean-Baptiste Maunier ; le duo termine 10e de la compétition. En fin d'année, on la retrouve dans District Z, ainsi qu'à la présentation de l’émission Le Big bêtisier de Noël sur TFX, constituant sa première expérience en tant qu’animatrice.
À partir de début 2022, Inès Vandamme présente les tirages du Loto et de l'EuroMillions sur TF1 en alternance avec d'autres animateurs,. À partir de cette année également, elle s'installe à l’incarnation des Big Bêtisiers sur TFX. À partir de cette année, la Française est également à l'animation du programme Qui dansera avec les Stars ? diffusé sur TF1+, où l'objectif est de sélectionner une recrue chez des danseurs professionnels pour prendre part à Danse avec les stars. Elle est également la narratrice de l'émission.
À l'automne 2022, c'est aux côtés de l'humoriste Florent Peyre qu'elle prend part à la saison 12 de Danse avec les stars, avec pour résultat une sixième place,. En suivant, elle anime la cérémonie du tapis rouge aux NRJ Music Awards.
En 2023, elle lance aux côtés de son producteur un podcast intitulé Avec ou sans sucre,. La danseuse y invite chaque dimanche une personnalité afin d'échanger sur la vie et le parcours de celle-ci,.
Début 2024, Inès Vandamme retrouve Danse avec les stars pour la saison 13 en compagnie de l'influenceur web Nico Capone. En parallèle, elle prend part aussi à la nouvelle émission Danse avec les stars d'Internet retransmise sur Twitch et présentée par Michou et Doigby. Avec son partenaire de danse Domingo, elle remporte cette compétition.

### Vie privée
Fin 2019, Inès Vandamme annonce sur son compte Instagram être en couple avec Gaël Laudet, un mannequin. Le 23 avril 2023, sur le même réseau social, elle annonce leur séparation,.
En janvier 2025, elle officialise sa relation avec le joueur de handball Antoine Léger.

### Danse avec les stars
À partir de 2019, Inès Vandamme intègre l'équipe de danseurs professionnels de l'émission Danse avec les stars sur TF1, ce qui lui permet de se faire connaître du grand public français. Elle est la partenaire de danse :
- de l'athlète Ladji Doucouré (saison 10, automne 2019), avec qui elle termine deuxième.
- du chanteur Jean-Baptiste Maunier (saison 11, automne 2021), avec qui elle termine dixième.
- de l'humoriste Florent Peyre (saison 12, automne 2022), avec qui elle termine sixième.
- de l'influenceur web Nico Capone (saison 13, hiver 2024), avec qui elle termine deuxième.
- du chanteur Jungeli (saison 14, printemps 2025), avec qui elle termine quatrième.

## Engagement
À l'occasion du Tour de France 2021, Inès Vandamme participe à l'Étape du cœur au profit de l'association Mécénat Chirurgie cardiaque.

## Émissions de télévision

### Participante/candidate
- Depuis 2019 : Danse avec les stars sur TF1
- 2020 : Fort Boyard sur France 2
- 2021 : Stars à nu sur TF1
- 2021 : District Z sur TF1
- 2022 et 2025 : Le Grand Concours sur TF1
- 2022 : Le Grand Concours de la rentrée sur TF1
- 2024 : Danse avec les stars d'Internet sur TF1+, TF1 et Twitch ;
- 2024 : Mask Singer (saison 6) sur TF1 : la Libellule.

### Animatrice
- Depuis 2021 : Le Big bêtisier de Noël sur TFX ;
- 2022-2023 : Qui dansera avec les stars ? sur TF1+ et TF1 en 2023
- Depuis 2022 : Tirages du Loto et de l'Euromillions sur TF1 : présentatrice (en alternance avec Jean-Pierre Foucault, Christophe Beaugrand, Karine Ferri, Elsa Fayer, Anaïs Grangerac et Alexandre Devoise).